# Европрајд 2022.
Европрајд 2022. (још познат и као Европонос 2022) је 29. годишњи Европрајд. Трајао је од 12. до 18. септембра 2022. у Београду, у Србији под слоганом Време је. Парада поноса, која је главни догађај, одржала се 17. септембра 2022.

## Одабир града домаћина
Премијерка Србије Ана Брнабић је, уз подршку председника Александра Вучића, 19. јула 2019. послала допис Асоцијацији европских прајд организација (ЕПОА) да она и њена Влада дају пуну подршку пријави Београд прајда да буду домаћини догађаја, као и да је њена Влада посвећена борби против дискриминације. Додала је да ће Европрајд бити значајан не само за ЛГБТ+ заједницу у Србији, већ на целом западном Балкану.
Сваке године, чланице ЕПОА гласају који град треба да буде изабран за домаћина догађаја. У септембру 2019, са 71% добијених гласова, Београд је именован као домаћин Европрајда 2022. Ово је први Европрајд организован у југоисточној Европи, као и први организован изван Европског економског простора.

## Догађаји
Дана 17. маја 2022, на француској амбасади је подигнута застава Европрајда.
Дана 12. септембра 2022, испред Палате Србије је подигнута застава Европрајда чиме је Европрајд званично отворен.
Главни догађај Европрајда 2022. је била Беооградска парада поноса која је одржана 17. септембра 2022. Захтеви који су послати са Београдске параде поноса су непромењени од 2017. Захтеви су били усвајање закона о истополним заједницама, усвајање закона о родном идентитету и побољшање услуга доступним транс особама, реакција власти на говор мржње и насиље против ЛГБТ+ заједнице, усвајање локалних планова акције за ЛГБТ+ заједницу, извињење грађанима Србије који су пре 1994. били гоњени због своје сексуалне оријентације или родног идентитета, образовање младих о сексуалној оријентацији и родном идентитету и бесплатан и лако доступан приступ преекспозиционој и постекспозиционој профилакси.
Други догађаји укључивали су:
- Међународну конференцију о људским правима (13 — 16. септембар)
- Прајд фестивал театра (13 — 16. септембар)
- Међународни фестивал квир филма Мерлинка (12 — 18. септембар)
- Изложбу прајд уметности (17. септембар)
- Фестивал ЖВЖ уметности (14 — 16. септембар)
- Квир студије (12 — 16. септембар)

## Гости
Више политичара је потврдило свој долазак на Европрајд, као што су чланови белгијске владе Петра де Сутер, Стефани Д'хозе и Паскал Смет, известилац за Србију у ЕУ Владимир Билчик, чланови Европског парламента Ким ван Спарентак, Ема Вејснер, Карен Мелчиор и други, као и Европска комесарка за равноправност Хелена Дали.

## Контроверзе

### Позиви на отказивање и претње
Од објављивања Београда као домаћина за 2022. годину, поједини чланови СПЦ, поједине странке власти и опозиције и јавне личности су изјавили своје незадовољство тим одабиром. У Београду су се више пута појављивали графити који позивају на насиље и смрт ЛГБТ+ заједници. Градоначелник Београда из редова Српске напредне странке Александар Шапић изјавио је да „не разуме сврху Европрајда”, „да га неће предводити, наравно” и да ће уместо тога подржати манифестације као што је Дан породице. Странке Двери и Покрет обнове Краљевине Србије су у више наврата позвалe на отказивање догађаја, наводећи „да је њено одржавање антидемократско насиље”, као и да „представља здравствени ризик”, „терор мањине”, као и да ће на организацију бити потрошено 40 милиона Евра, што је демантовао Београд прајд, који тврди „да нису добили ни динар из буџета”, као и Београдски центар за безбедносну политику. Епископ Никанор је у августу 2022. оштро критиковао организаторе и изјавио „да би оружје употребио да га има” причајући о учесницима Европрајда, позвао људе да се побуне насилно, као и да ће „проклети сваког ко ово проповеда”, што је наишло на осуде углавном левичарских политичких партија, поверенице за заштиту равноправности и председника Александра Вучића.
Глумац Виктор Савић је параде поноса упоредио са усташким злочинима у Јасеновцу и наишао на осуде дела јавности.
Дана 31. августа, у Београду су вандализовани билборди који рекламирају Европрајд, а оба билборда су приказивала истополне парове како се љубе.

### Забрана

#### 27. август — 31. август
Дана 27. августа 2022, председник Србије Александар Вучић је изјавио да је Европрајд наводно отказан. Истог дана, организатори Европрајда и ЕПОА су изјавили да председник нема овлашћење да откаже Европрајд, већ да може само да покуша да га забрани. Такође је речено да би потенцијална забрана била кршење Устава, да је Уставни суд Србије већ донео одлуке да су забране паради поноса из 2009, 2011, 2012. и 2013. биле неуставне, као и да би била кршење чланова 11, 13. и 14. Европске конвенције о људским правима који је Србија ратификовала као чланица Савета Европе. ЕПОА је такође подсетила да је премијерка Србије Ана Брнабић обећала пуну подршку Владе Србије за Европрајд и да очекују да ће то обећање бити испуњено. Људи су поново позвани да изађу у протестну шетњу 17. септембра, као што је и планирано. Ова вест је стигла истог дана као и договор Београда и Приштине о личним документима, признавању личних карти које издају органи Косова, као и о укидању улазно-излазних докумената за косовске држављане у Србији, што су неки сматрали скретањем пажње са те теме, као и обрнуто. Најаву председника је поздравио Синод СПЦ, изјавом да „одржавање ове параде у циљу промоције ЛГБТ идеологије која покушава да се наметне Европи и такозваном западном свету не би било од користи никоме”. Известилац за Србију у Европском парламенту Владимир Билчик је изјавио да је разочаран овом забрињавајућом најавом у погледу заштите основних људских права.
Дан касније, 28. августа, канцеларија Уједињених нација у Србији изјавила је „да би забрана Европрајда била удаљавање од идеје социјалне кохезије и пуног остваривања агенде људских права” и изразила забринутост поводом подстицања на мржњу и насиље из претходних недеља. Такође су навели да би забрана ишла против Устава Србије - према одлукама Уставог суда Србије из претходних година, Универзалне декларације о људским правима УН и Европске конвенције о људским правима. Истог дана, министарка спољних послова Шведске Ан Линде изјавила је „да је домаћинство Европрајда част и прилика да се утемељи вера у недискриминацију, која је људско право” и изразила жаљење због повлачења подршке Србије за манифестацију. Министарка спољних послова Норвешке Аникен Хуитфелд позвала је на Србију да омогући одржавање Европрајда.
Дана 29. августа после састанка 28. августа са чланицама европског парламента Тери Рејнтке и Вајолом вон Крамон-Таубадел, премијерка Србије Ана Брнабић изјавила је да држава не жели да било коме ускрати њихова Уставом загарантована права, као и да је изјава председника била „више молба" да се догађај одложи и замолила организаторе да шетњу или откажу или помере. Истог дана, ИЛГА Европе је осудила Вучићеву изјаву, а извршни директор организације „Вучића подсећа да једнакост, право и слобода нису ствари које могу да се оставе по страни кад се појаве економски и политички проблеми.” Председница ЕПОА је изјавила да у случају да Европрајд буде забрањен, организатори ће правду тражити на суду. Опозиционе странке у Скупштини Србије Не давимо Београд, Демократска странка, Покрет слободних грађана и Морамо - Заједно су најавиле своје присуство протесту 17. септембра 2022, на дан када шетња Европрајда треба да се одржи, ако шетња заиста буде забрањена.
Дана 30. августа, Вучић изјављује да су захтеви да се Европрајд одржи и протести против његовог одржавања „екстреми који постају све снажнији, а да пристојна Србија ћути и гледа шта сви други раде” и да „ако је неки скуп забрањен, он ће бити забрањен”. Кристоф Лакроа, генерални известилац за права ЛГБТ+ особа Парламентарне скупштине Савета Европе истог дана даје изјаву да би отказивање Европрајда био корак назад за једнакост и демократију. Такође је подсетио да „је српска власт често истицала подршку једнакости и да је то добро, али да не може да остане на речима”. Истакао је да је Европски суд за људска права више пута јасно ставио до знања, а Парламентарна скупштина СЕ потврдила, да прајд није проблем, већ његова забрана. Свој исказ је завршио са:
„Европа гледа. Немојте да забрљате.”— Кристоф Лакроа
Истог дана је реаговао и министар спољних послова Ирске Сајмон Ковенеј, уједно и председавајући Комитету министара Савета Европе и изјавио да су слобода окупљања и забрана дискриминације основне слободе садржане у Европској конвенцији о људским правима. Тери Рајнтке која је 3 дана раније имала састанак са премијерком Србије изјављује да би забрана Европрајда имала негативне последице по евроинтеграције Србије.
Дана 31. августа, државни секретар САД Ентони Блинкен ургира да Србија треба да обнови своју подршку одржавању Европрајда. Горан Милетић, координатор Европрајда 2022, изјављује да држава (још увек) није упутила никакву забрану за одржавање шетње. Тврди и да нико од политичара гостију из иностранства није отказао свој долазак, као и да се сваки дан најављују нови гости који долазе из солидарности, а да се на главној шетњи очекује 15.000 људи. Истог дана, премијерки и председнику Србије Александру Вучићу је послато писмо које је потписало 145 чланова европског парламента којим позивају на одржавање Европрајда по плану и одговарајућу полицијску заштиту учесника.

#### 1. септембар — 16. септембар
Дана 1. септембра, Европска унија даје изјаву да охрабрује Србију да настави разговоре са организаторима Европрајда како би се пронашао начин да се мирно одржи, као и да жељно ишчекује позитивну одлуку власти. Додатно, ЕУ очекује од својих партнера да се обавежу поштовању и промоцији људских права, што укључује ЛГБТ+ особе и њихово право на слободу окупљања и изражавања, у складу са Уставом Србије и међународним правом. Истог дана,  изјављује да је „одлука српске власти да подилази нетрепељивости и насилним претњама срамотна”, као и да су протести далеко-десничарских група и религиозних организација већ биле одржане, те да Србија има обавезу да обезбеди учеснике Европрајда.
Дана 6. септембра, Патријарх Порфирије је подржао је отказивање Европрајда, тврдећи да је „ова тема нама вештачки наметнута и поптуно супротна систему вредности нашег народа, а исто тако и наше браће и сестара других вера и нација са којима живимо”. Амбасадорка Шведске у Србији Аника Бен Давид је поновила став министарке спољних послова Шведске из 28. августа и изјавила да се нада да ће договор између организатора и владе вити постигнут.
Дана 13. септембра, пријављену руту параде поноса која је главни догађај Европрајда, као и протест „антиглобалиста” заказан за исти дан је забранио МУП Србије, тврдећи да је небезбедно за учеснике оба скупа да се скупови одрже. Организатори су најавили да ће МУП-у поднети жалбу, као и да ће се шетња десити упркос забрани, али на другој рути. Такође је истакнуто да је на хиљаде људи већ дошло у Србију да подржи ЛГБТ+ заједницу и да је забрана узалудна.
Дана 13. септембра, ЕУ исказује разочарање о забрани пријављене руте параде поноса у оквиру Европрајда и указује да без параде нема Европрајда, као и да се нада да ће бити пронађено решење.
Дана 14. септембра, чланица Европског парламента Тери Рејнтке је тему забране Европрајда вратила на дневни ред, подсетила да ЕП подржава слободу окупљања, као и ЛГБТ+ заједницу како у ЕУ, тако и у Србији. Председница Европског парламента Роберта Метсола је потом открила да је написала писмо српским властима поводом забране параде, да је прајд још увек потребан и да свако има право да живи како жели, што је пропраћено аплаузом парламента.
Дана 15. септембра, Више јавно тужилаштво у Београду је рекло да свако ко учествује на забрањеном скупу може да сноси кривичну одговорност. Истог дана, новинска агенција Бета објављује да је Влада Србије обећала Европској комисији да ће се парада у оквиру Европрајда одржати измењеном рутом.
Дана 16. септембра је Влади предата петиција са 27.000 потписа којом се тражи одржавање шетње и саопштена је нова рута шетње. Истог дана, Влади је предато писмо које су потписали амбасадори 21 државе у Београду у ком је дата подршка ЛГБТ+ заједници у Србији и да ће бити омогућена мирна, безбедна и легална шетња. Писмо су потписали амбасадори Аустралије, Аустрије, Белгије, Канаде, Хрватске, Данске, Финске, Француске, Немачке, Италије, Ирске, Јапана, Холандије, Норвешке, Португала, Словеније, Шпаније, Швајцарске, Украјине, Сједињених Држава и Уједињеног Краљевства. Министар унустрашњих послова Србије Александар Вулин је демантовао тврдњу да је Србија попустила под притисцима и дозволила одржавање параде поноса и да забрана остаје на снази.

#### 17. септембар — дан шетње
Дана 17. септембра, Управни суд Србије је одбацио жалбу организатора на забрану пријављене руте шетње. Истог дана, организатори Европрајда су изјавили да се МУП Србије није огласио поводом нове руте шетње, те је она легална. Премијерка Србије Ана Брнабић изјавила је после састанка са званичницима ЕУ да је протестна шетња дозвољена и да ће учеснике штитити полиција. 
Асоцијација европских прајд организација захвалила је премијерки и председнику Алексанру Вучићу на одржаном обећању да ће подржати Европрајд. Министар унутрашњих послова Александар Вулин је, поред овог догвора, поновио тврдњу пред медијима да забрањене шетње неће бити, док је организација Европрајда пренела  да је шетњу на новој рути МУП Србије одобрио и да је изјава министра погрешно протумачена. Министар Вулин је касније то и потврдио, дајући објашњење да МУП „није дозволио шетњу, већ провођење учесника до концерта”.
По успешном завршетку Параде поноса, неки ЛГБТ+ активисти из Албаније и Немачке су били нападнути док су се враћали у своје хотеле.
Укупно 64 особе су приведене, а на улицама је било ангажовано око 5.200 припадника полиције за заштиту учесника Европрајда. Од припадника полиције, 13 је повређено.

### Протести

#### Против одржавања
Дана 14. августа 2022, одржан је протест „За одбрану породице” против одржавања Европрајда у Београду. Још један овакав догађај је одржан 28. августа где су демонстранти носили иконе, руске заставе, војне ознаке „Z” и слике председника Русије Владимира Путина. Шетњи је присуствовао и Епископ Никанор који је раније претио учесницима Европрајда и изјавио да „данашњи цар планете која се зове Земља је нико други него Владимир Владимирович Путин који је донео одлуку да о аномалијама какве се појављују у Србији не сме бити ни говора а камоли да заживе”. Скупу су присуствовали Миша Вацић, Бранимир Несторовић и Вељко Ражнатовић.
На дан параде поноса 17. септембра, окупили су се грађани који се противе Европрајду који су носили крстове и иконе, а од припадника полиције која их је штитила, су захтевали да „се склоне или ухапсе содомисте”. Два мушкарца су ухапшена пошто су флашама гађали аутомобиле, псовали новинаре и раправљали се са полициом. Непосредно после тога, ухапшен је рашчињени монах СПЦ Антоније Давидовић после сукоба противника Европрајда са полицијом, пошто је флашом погодио сниматеља телевизије Н1. Две девојке су нападнуте испред зграде РТС-а када су покушале да сликају скуп противника Европрајда, те их је мушкарац из колоне напао. До 15h, 31 особа је приведено због нарушавања јавног реда и мира.

#### Против забране
Опозиционе странке у Скупштини Србије Не давимо Београд, Демократска странка, Покрет слободних грађана и Морамо - Заједно су се изјасниле против забране шетње.
Дана 13. септембра, после забране руте шетње Европрајда од стране МУП-а, активисти за ЛГБТ+ права су се окупили испред и у Дому омладине у Београду где је премијерка Србије Ана Брнабић говорила на Међународној конференцији за људска права, исказали незадовољство и узвикивали јој „хоћемо прајд”.

### Реакције

#### Oд стране владе
Дана 15. септембра, Више јавно тужилаштво у Београду је рекло да свако ко учествује на забрањеном скупу може да сноси кривичну одговорност. Истог дана, новинска агенција Бета објављује да је Влада Србије обећала Европској комисији да ће се парада у оквиру Европрајда одржати, али измењеном рутом.
Дана 16. септембра је Влади предата петиција са 27.000 потписа којом се тражи одржавање шетње и саопштена је нова рута шетње. Истог дана, Влади је предато писмо које су потписали амбасадори 21 државе у Београду у ком је дата подршка ЛГБТ+ заједници у Србији и да ће бити омогућена мирна, безбедна и легална шетња. Писмо су потписали амбасадори Аустралије, Аустрије, Белгије, Канаде, Хрватске, Данске, Финске, Француске, Немачке, Италије, Ирске, Јапана, Холандије, Норвешке, Португала, Словеније, Шпаније, Швајцарске, Украјине, Сједињених Држава и Уједињеног Краљевства. Министар унутрашњих послова Србије Александар Вулин је демантовао тврдњу да је Србија попустила под притисцима и дозволила одржавање параде поноса и да забрана остаје на снази.
Дана 17. септембра Министарство унутрашњих послова још једном у свом саопштењу упозорила све да неће толерисати никакво насиље на улицама Београда и да ће стриктно спроводити закон и одлуке надлежних органа и судова током одржавања параде поноса.

#### СПЦ
Дана 6. септембра, Патријарх Порфирије је подржао је отказивање Европрајда, тврдећи да је „ова тема нама вештачки наметнута и потпуно супротна систему вредности нашег народа, а исто тако и наше браће и сестара других вера и нација са којима живимо”.

#### Иностране
1. ОУН — 28. август 2022 — Дана 28. августа, канцеларија Уједињених нација у Србији изјавила је „да би забрана Европрајда била удаљавање од идеје социјалне кохезије и пуног остваривања агенде људских права” и изразила забринутост поводом подстицања на мржњу и насиље из претходних недеља. Такође су навели да би забрана ишла против Устава Србије - према одлукама Уставног суда Србије из претходних година, Универзалне декларације о људским правима УН и Европске конвенције о људским правима.[40] Истог дана, министарка спољних послова Шведске Ан Линде изјавила је „да је домаћинство Европрајда част и прилика да се утемељи вера у недискриминацију, која је људско право” и изразила жаљење због повлачења подршке Србије за манифестацију.[41] Министарка спољних послова Норвешке Аникен Хуитфелд позвала је на Србију да омогући одржавање Европрајда.[42]
2. ЕУ — 29. август 2022 — Дана 29. августа после састанка 28. августа са чланицама европског парламента Тери Рејнтке и Вајолом вон Крамон-Таубадел, премијерка Србије Ана Брнабић изјавила је да држава не жели да било коме ускрати њихова Уставом загарантована права, као и да је изјава председника била „више молба" да се догађај одложи и замолила организаторе да шетњу или откажу или одложе.[43][44] Истог дана, ИЛГА Европе је осудила Вучићеву изјаву, а извршни директор организације „Вучића подсећа да једнакост, право и слобода нису ствари које могу да се оставе по страни кад се појаве економски и политички проблеми.”[45] Председница ЕПОА је изјавила да у случају да Европрајд буде забрањен, организатори ће правду тражити на суду.[46] Опозиционе странке у Скупштини Србије Не давимо Београд, Демократска странка, Покрет слободних грађана и Морамо - Заједно су најавиле своје присуство протесту 17. септембра 2022, на дан када шетња Европрајда треба да се одржи, ако шетња буде забрањена.[47]
3. Србија —  ЕУ — 30. август 2022 — Дана 30. августа, Председник Србије Александар Вучић изјављује да су захтеви опозиције да се Европрајд одржи и протести против његовог одржавања „екстреми који постају све снажнији, а да пристојна Србија ћути и гледа шта сви други раде” и да „ако је неки скуп забрањен, он ће бити забрањен”.[100] Кристоф Лакроа, генерални известилац за права ЛГБТ+ особа Парламентарне скупштине Савета Европе[49] истог дана даје изјаву да би отказивање Европрајда био корак назад за једнакост и демократију. Такође је подсетио да „је српска власт често истицала подршку једнакости и да је то добро, али да не може да остане на речима”. Истакао је да је Европски суд за људска права више пута јасно ставио до знања, а Парламентарна скупштина СЕ потврдила, да прајд није проблем, већ његова забрана. Свој исказ је завршио са:[50][51]„Европа гледа. Немојте да забрљате.”— Кристоф Лакроа
4. Ирска — 30. август 2022 — Истог дана је реаговао и министар спољних послова Ирске Сајмон Ковенеј, уједно и председавајући Комитету министара Савета Европе [] и изјавио да су слобода окупљања и забрана дискриминације основне слободе садржане у Европској конвенцији о људским правима.[51] Тери Рајнтке која је 3 дана раније имала састанак са премијерком Србије изјављује да би забрана Европрајда имала негативне последице по евроинтеграције Србије.[101]
5. САД —  ЕУ — 31. август 2022 — Дана 31. августа, државни секретар САД Ентони Блинкен ургира да Србија треба да обнови своју подршку одржавању Европрајда.[51] Истог дана, премијерки и председнику Србије је послато писмо које је потписало 145 чланова европског парламента којим позивају на одржавање Европрајда по плану и одговарајућу полицијску заштиту учесника.[102]
6. ЕУ — 1. септембар 2022 — Дана 1. септембра, Европска унија даје изјаву да охрабрује Србију да настави разговоре са организаторима Европрајда како би се пронашао начин да се мирно одржи, као и да жељно ишчекује позитивну одлуку власти. Додатно, ЕУ очекује од својих партнера да се обавежу поштовању и промоцији људских права, што укључује ЛГБТ+ особе и њихово право на слободу окупљања и изражавања, у складу са Уставом Србије и међународним правом.[103] Истог дана,  изјављује да је „одлука српске власти да подилази нетрпељивости и насилним претњама срамотна”, као и да су протести далеко-десничарских група и религиозних организација већ биле одржане, те да Србија има обавезу да обезбеди учеснике Европрајда.[104]
7. Шведска — 6. септембар 2022 — Дана 6. септембра, Амбасадорка Шведске у Србији Аника Бен Давид је поновила став министарке спољних послова Шведске из 28. августа и изјавила да се нада да ће договор између организатора и владе вити постигнут.[105]
8. ЕУ — 13. септембар 2022 — Дана 13. септембра, ЕУ исказује разочарање о забрани пријављене руте параде поноса у оквиру Европрајда и указује да без параде нема Европрајда, као и да се нада да ће бити пронађено решење.[106]
9. ЕУ — 14. септембар 2022 — Дана 14. септембра, чланица Европског парламента Тери Рејнтке је тему забране Европрајда вратила на дневни ред, подсетила да ЕП подржава слободу окупљања, као и ЛГБТ+ заједницу како у ЕУ, тако и у Србији. Председница Европског парламента Роберта Метсола је потом открила да је написала писмо српским властима поводом забране параде, да је прајд још увек потребан и да свако има право да живи како жели, што је пропраћено аплаузом парламента.[107][108]
10. ЕУ — 17. септембар 2022 — Шеф Делегације Европске уније Емануеле Жиофре истакао је да је поносан да шета са европским дипломатама и LGBTIQ активистима из Србије и Европе, након што је влада Србије одобрила Параду поноса. Известилац Европског парламента за Србију Владимир Билчик пожелео је срећан Европрајд свима, истичући да је то прослава слободе, различитости и правих европских вредности. Додао је да је "поштовање људских права суштина модерне демократске Европе", а да је  "поштовање различитости, не само тема европских вредности, већ и дух Европе".[98]
11. САД — 17. септембар 2022 — У Паради поноса су, поред европских званичника, виђени и амбасадори западних земаља, међу којима и амерички амбасадор Кристофер Хил. Хил је изјавио да је важно данас бити на Европрајду, јер је то важан дан за једнакост свих грађана, за Србију. Хил је на конференцији за штампу рекао да је важно бити на Европрајду јер се мора разумети "да смо сви заједно, сви смо браћа и сестре и сви смо Божја деца".[98]